# Сенно (Псковская область)
Сенно́ — деревня в Печорском районе Псковской области России. Входит в состав сельского поселения «Новоизборская волость».
Расположена к юго-западу от волостного центра, деревни Новый Изборск.

## Население
Численность населения деревни на конец 2000 года составляла 179 жителей.
| 2001 | 2002 | 2010 |
| ---- | ---- | ---- |
| 179  | ↘131 | ↗168 |

## Известные жители и уроженцы
- Дёмин, Тимофей Васильевич — регент-псаломщик и протодиакон Сеннской Свято-Георгиевской церкви[5]